# Aprostocetus eupolis
Aprostocetus eupolis är en stekelart som först beskrevs av Walker 1839.  Aprostocetus eupolis ingår i släktet Aprostocetus och familjen finglanssteklar. Inga underarter finns listade i Catalogue of Life.